# Amükosz
Amükosz, görög mitológiai alak, Apollón és Bithünisz nimfa, más forrás szerint Poszeidón és Melia nimfa fia.
A bithüniai bebrükuszok királya volt, aki a földjén átvonuló idegen vándorokat addig nem engedte vízforráshoz jutni és élelmet felvenni, amíg ökölvívó viadalra ki nem álltak ellene. Mivel kiváló ökölvívó volt, rendszeresen ő győzött. Egy alkalommal a dioszkuroszok egyike, Polüdeukész (latinul Pollux), Zeusz fia, a nagy erejű és szintén remek ökölvívó vetődött Bithüniába az argonauták között, és a kemény mérkőzést ő nyerte, összezúzta Amükosz koponyáját. A viadalt több művészi alkotás megörökítette, például  Apollóniosz Rhodiosz Argonautika című eposza, Theokritosz idillje, vagy több vázakép és egy bronzszobor.